# Arménské náboženství

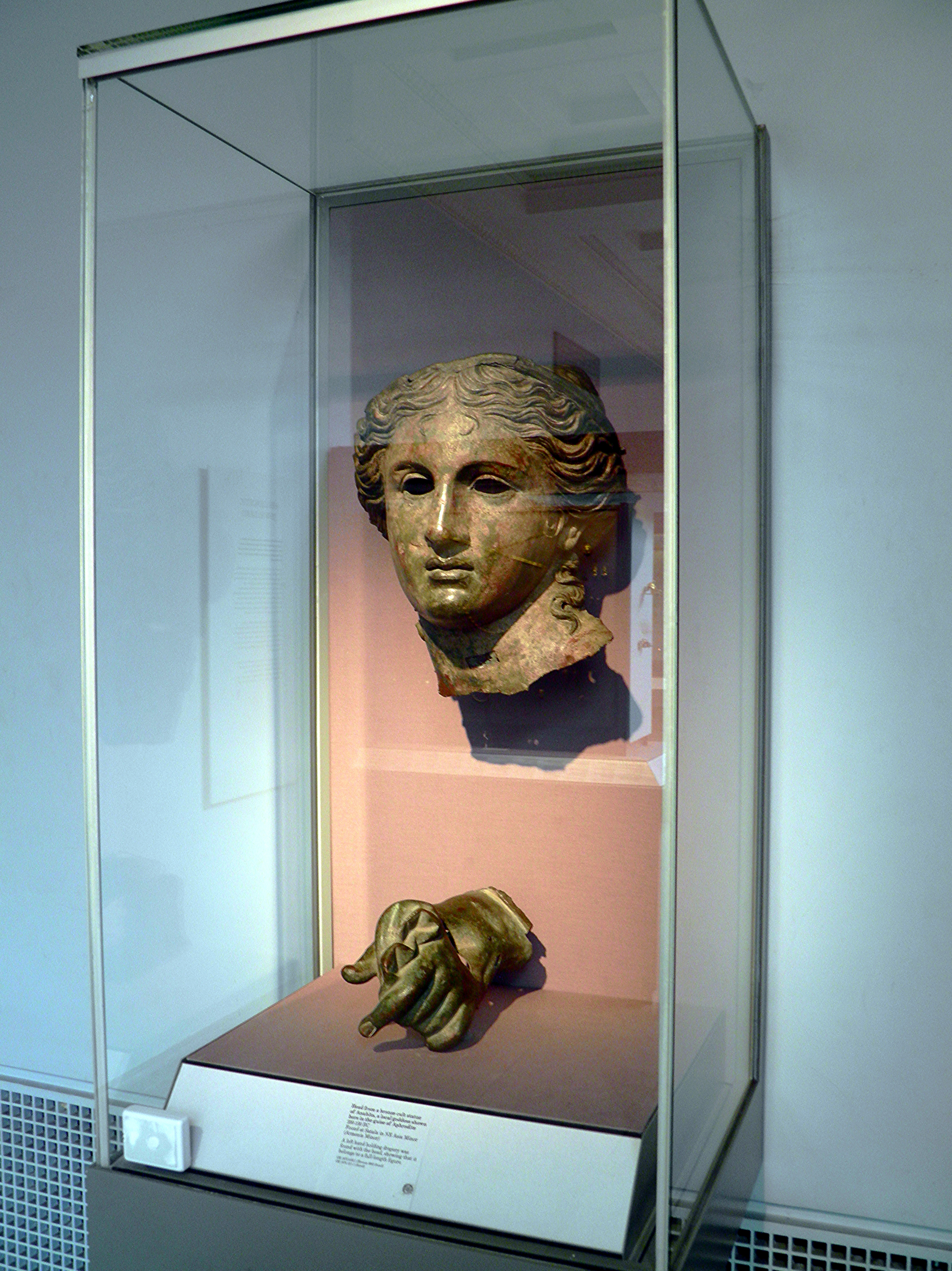
Socha Anahit vyobrazené ve stylu Afrodity z města Satala v Malé Arménii, cca 200-100 př. n. l.

Arménské náboženství označuje soubor věrských představ a praktik Arménů do přijetí křesťanství během 4. století n. l, včetně takzvané arménské mytologie. Kromě domácích představ vycházejících z indoevropského dědictví na něj měla vliv také náboženství sousedních semitských národů, Urarťanů a především pak Peršanů, kteří Arménii ovládali od dob Achaimenovské říše a kteří v Arménii rozšířili zarathuštrismus.

## Božstva
Arménský panteon v dochovaných zdrojích je reprezentován téměř výhradně jmény íránského původu, jedinou výjimkou je bohyně Astłik, a náboženství Arménců v nich se dá považovat za lokální formu zarathuštrismu, který však byl importovaným náboženstvím. Podle Strabóna Arménci uctívali stejná božstva jako Peršané a Médové, ve zvláštní úctě však měli Anáhitu, ctěnou ve městě Eriza. Podle legendisty Agathoangela bylo ctěno sedm hlavních božstev: Aramazd, Anahit, Tiur, Mihr, Baal-Šamin, Nane a Astłik. Jako osmé božstvo může být chápán oblíbený Vahagn, rival Baal-Šamin a Mihra. Ten také s nejmocnějším Aramazdem a nejoblíbenější Anahit tvořil jakousi triádu.
Nejvýznamnější božstva tak byla:
- Jméno Aramazd, které nosil hlavní arménský bůh, je nejspíše zkomoleným perským Auramazda. Od svého zarathuštrického protějšku se lišil méně významnou pozicí a byl otcem Anahit, Naneho a Mihra.[1]

- Anahit, odvozená od íránské Anáhity, byla nejoblíbenějším božstvem širokých mas, jejíž kult snad navazoval na starší domácí bohyni.[1]

- Tir či Tiur, písař Aramazdův a bůh planety Merkur, který měl chrám zvaný Erazamojn v Artašatu. Své jméno nejspíše získal od stejnojmenného perského boha, zatímco funkci od Nabua, mezopotámského boha planety Merkur a písaře bohů.[2] Podle Mardirose Anakiana se však původně jednalo o hlavního boha Arménů, který své jméno i funkci zdědil po praindoevropském nebeském bohu *Djéusovi.[1]

- Mihr, který nese středoperskou podobu jména Mithra, ztotožňovaný s řeckým Héliem a Héfaistem.[2]

- Vahagn, jehož jméno snad vychází z avestánského Verethragna, byl spojován se sluncem a považován za drakobijce

K dalším božstvům pak patří:
- Ayg je rekonstruované jméno arménské bohyně úsvitu, o jejíž existenci se spekuluje na základě obřadu z turecké provincie Van a v arménské vesnici Artamet. Ten se nazývá ɛk‘ parɛw „vítání úsvitu“ a je prováděn ráno následující svatbě ženichem, nevěstou a dalšími účastníky jejími účastníky, někdy též knězem, kteří se shromáždí na střeše či jiném vyvýšeném místě a za doprovodu tance zpívají píseň zdravící vycházející slunce. V písni se také objevuje Vahɛ , což může být výraz pro slunce, boha Vahagna nebo pouhé citoslovce, a Astuacacin – Panna Marie. Lingvista Hrach Martirosyan odvozuje ɛk‘ ze staršího *ayg a to zase z praarménského *aw(h)jo. To pak vykládá z praindoevropského *h2(e)us(s)i, ustrnulého lokativu *haéusōs „Úsvita“, jména bohyně úsvitu. Ayg tak považuje bohyni úsvitu blízkou Astłik a íránské Anáhitě.[3]